# Hell Among the Yearlings
Hell Among the Yearlings är Gillian Welchs andra studioalbum, utgivet 1998.

## Låtlista
Samtliga låtar skrivna av Gillian Welch och David Rawlings.
1. "Caleb Meyer" – 3:05
2. "Good Til Now" – 3:56
3. "The Devil Had a Hold of Me" – 4:30
4. "My Morphine" – 5:53
5. "One Morning" – 2:41
6. "Miner's Refrain" – 3:57
7. "Honey Now" – 1:52
8. "I'm Not Afraid to Die" – 3:27
9. "Rock of Ages" – 3:08
10. "Whiskey Girl" – 4:15
11. "Winter's Come and Gone" – 2:14